# Brandövning

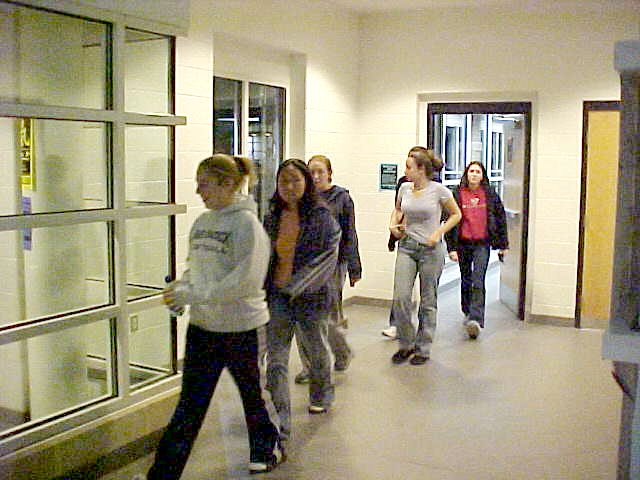
Brandövning/evakuering i ett studentboende i USA, 2001.

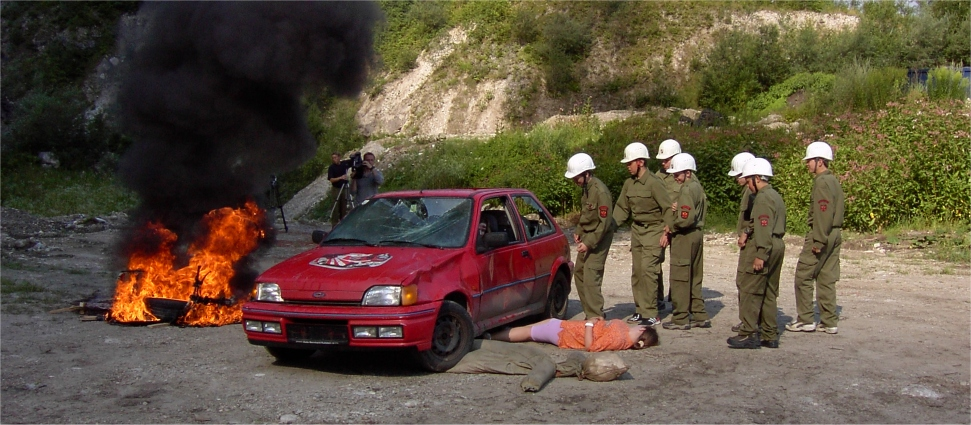
Ungdomar i den tyska frivilliga brandkåren övar livräddning och brandbekämpning.

En brandövning är en övning där man simulerar att en brand har brutit ut, och genomför en utrymning.
Brand- eller utrymningsövningar ger två viktiga delar av det obligatoriska systematiska brandskyddsarbete, systematiskt brandskyddsarbete (SBA), som alla verksamheter i Sverige enligt lag skall bedriva. Övningens syfte är att ge de som övar en vana vid vad de ska göra, så att chansen att de agerar rätt när en brand verkligen bryter ut ökar, men kan dessutom upptäcka och åtgärda systemets svaga punkter.
En brandövning ska ske minst en gång om året på arbetsplatser. På arbetsplatser med hög tillströmning av människor bör det ske oftare. En brandövning kan vara antingen planerad eller oförberedd. Syftet är att öva på olika roller vid brand, att hitta olika utrymningsvägar och brandsläckare. Att det ska kommas ihåg om en verklig brand uppstår. Chefen på arbetsplatsen har det yttersta ansvaret. Därutöver kan det finnas en utsedd brandskyddsansvarig som bör vara utbildad i ämnet brandskydd. Brandövningen ger möjlighet att efteråt reflektera över vad som fungerade, inte fungerade och vad som kan förbättras.
Skolor har ofta en förhöjd brandrisk på grund av kemisal, hemkunskapssal och slöjdsal. Rektorn är ytterst ansvarig för brandskyddsarbetet. Därutöver bör det finnas en brandskyddsansvarig. Utrymningsövningar i skolor brukar gå ut på att eleverna under lärarens ledning ska ta sig lugnt och ordnat ut ur byggnaden, återsamlas på en i förväg angiven återsamlingsplats och räknas in, så att ingen blivit kvar i skolbyggnaden. Lärare bör även utbildas i att använda brandsläckare.
Brandövning i hemmet är inte lika vanligt, men i förebyggande syfte är viktigt att exempelvis testa brandvarnare regelbundet, känna till utrymningsvägar och ha en förbestämd återsamlingsplats. Dörrar och fönster måste gå smidigt att öppna inifrån. Det är också viktigt att eventuella barn är informerade och delaktiga, då en del blir rädda och gömmer sig vid brand och hotfulla situationer.
Brandövning, förr stavat "brandöfvning", kan även syfta på (räddningspersonalens) övning i att släcka bränder och rädda människor vid brand.